# Leopold Engelhardt
Leopold Engelhardt (* im 19. Jahrhundert; † 1922) war ein deutscher Unternehmer und Zigarrenfabrikant in Bremen.

## Biografie

Nicht erhaltenes Kontorhaus Engelhardt & Biermann von 1891

Engelhardt war als Zigarrenhändler in Bremen tätig. Er lernte hier Friedrich Biermann (1837–1904) kennen, der sein Teilhaber wurde. 1863 gründeten sie eine Zigarrenfabrik in Verden, die ab 1864 Leop. Engelhardt & Biermann hieß und bald nach Bremen verlegt wurde. Die Fabrik expandierte 1867 mit Filialen in Westfalen (u. a. in Bünde) und im Eichsfeld. 1882 kamen weitere Fabriken in Süddeutschland hinzu, die billigere Sorten herstellten. Engelhardt verließ 1884 das Unternehmen und es wurde ein Betrieb der Familie Biermann, die den alten Namen weiterführte, 1907 rund 5500 Mitarbeiter hatte und 1933 die Leitung der Firma nach Baden verlegte.
Die Firma Engelhardt & Biermann hatte ihr Geschäftshaus an der Langenstraße, Ecke Albutenstraße, das 1944 durch Bomben zerstört wurde. Heute steht hier das Geschäftshaus des Weser-Kuriers. Im Bürgerpark stand ab 1890 beim heutigen Parkhotel ein Ausstellungspavillon der Zigarrenfirma, der als Holzbau heute bei der Waldbühne steht.